# Sergei Komelkow
Sergei Komelkow (russisch Сергей Комельков; * im 20. Jahrhundert) ist ein ehemaliger sowjetischer Radrennfahrer und nationaler Meister im Radsport.

## Sportliche Laufbahn
Komelkow war Bahnradsportler. 1975 holte er die Bronzemedaille bei den Bahnradsport-Weltmeisterschaften 1975 im Tandemrennen mit Anatolij Jablunowskyj als Partner. Beide gewannen 1975 und 1976 den nationalen Titel im Tandemrennen.